# Orta (stad)
Orta is de hoofdstad (İlçe Merkezi) van het gelijknamige district in de provincie Çankırı in het noorden Turkije. De plaats telt 6045 inwoners (2000).

## Verkeer en vervoer

### Wegen
Orta ligt aan de provinciale weg 18-51.
Centrale districtsplaats (İlçe Merkezi): Orta
Gemeenten (Beldeler): Dodurga · Elmalı · Kalfat · Özlü · Yaylakent
Dorpen (Köyler):
Buğurören · Büğdüz · Derebayındır · Doğanlar · Elden · Gökçeören · Hasanhacı · Hüyükköy · İncecik · Karaağaç · Kayılar · Kayıören · Kırsakal · Kısaç · Ortabayındır · Sakaeli · Sakarcaören · Salur · Sancar · Tutmaçbayındır · Yenice · Yuva